# Bolitogyrus pseudotortifolius
Bolitogyrus pseudotortifolius (лат.) — вид коротконадкрылых жуков рода Bolitogyrus из подсемейства Staphylininae (Staphylinidae). Неотропика: Коста-Рика, Панама.

## Описание
Длина около 4 мм, окраска тела пёстрая, блестящая. Чрезвычайно похож на Bolitogyrus tortifolius и отличается только следующим: срединная доля на виде сбоку тонкая, с субапикальным зубцом и постепенно сужается к острой вершине, которая выступает вентрально; срединная доля похожа на B. tortifolius, но асимметрия менее выражена; парамер похож на B. tortifolius, но более тонкий, менее асимметричный; колышковые щетинки похожи на B. tortifolius, но поля более узкие и более похожие друг на друга, около 6 колышковых щетинок в самой широкой части каждого поля; IX стернит самцов с более мелкой и более узкой вершиной; X тергит самки щитообразный, вершина более узкая и усеченная, чем у B. tortifolius. Антенномеры I—V усиков без плотного опушения; боковые части задних голеней без шипиков, только со щетинками; глаза сильно выпуклые и занимающие почти всю боковую поверхность головы. Вид был впервые описан в 2014 году датским колеоптерологом Адамом Брунком (Adam J. Brunke; Biosystematics, Natural History Museum of Denmark, University of Copenhagen, Копенгаген, Дания).